# Gouaux-de-Luchon
Gouaux-de-Luchon – miejscowość i gmina we Francji, w regionie Oksytania, w departamencie Górna Garonna.
Według danych na rok 1990 gminę zamieszkiwało 46 osób, a gęstość zaludnienia wynosiła 3 osób/km² (wśród 3020 gmin regionu Midi-Pireneje Gouaux-de-Luchon plasuje się na 1017. miejscu pod względem liczby ludności, natomiast pod względem powierzchni na miejscu 749.).